# Fürstenberg (adelsätt)
Ej att förväxla med furstliga ätten Fürstenberg
Fürstenberg är en tysk uradlig ätt, påvisbar sedan 1200-talet, med namn efter slottet Fürstenberg vid Ruhr, inom det preussiska regeringsområdet Arnsberg.
I Tyskland levande grenar erhöll 1660 riksfriherrlig värdighet. Numera finns två linjer, Fürstenberg-Herdringen och Fürstenberg-Stammheim, som 1843 respektive 1840 upphöjdes till preussiskt grevestånd för innehavaren av nämnda fideikommiss.
Andreas von Fürstenberg som tillhörde de baltiska grenen av ätten, blev 1683 musketerare och 1721 generalmajor i den svenska armén. Han fick 1769 godset Klein Bünzow i Pommern, i nuvarande Landkreis Vorpommern-Greifswald i förläning, och upphöjdes 1731 till friherre. Denna svenska gren utslocknade 1761 med hans son Johann Gustav Fürstenberg.

## Kända medlemmar
- Franz von Fürstenberg
- Franz Egon von Fürstenberg-Stammheim